# Amon
Denna artikel handlar om guden Amon. För den bibliska gestalten, se Amon (kung). Se även racingstallet Amon och brädspelet Amun-Re.
|  |

Amon

Amon var en framstående gud i den egyptiska mytologin som blev allmänt dyrkad från och med Nya riket sedan kungar från Övre Egyptens huvudort Thebe kommit till makten. När dynastin enade Egypten fick Amon hög status, och en rad andra gudar kombinerades med honom, bland andra guden Ra, som blev Amon-Ra som bär sin ursprungliga fjäderprydda huvudbonad men också Ras solskiva. 

## Utveckling
I det gamla riket, särskilt på femte dynastins tid, spelade solguden Re en särskilt framstående roll bland egypternas många gudar. Men den rivaliserande guden Amon trängde senare i förgrunden (och vid hans sida hans gemål, Mut). Amon hade redan under det mellersta riket blivit hedrad med ett större tempel i Fajjum. Och han nådde senare, till följd av den övervägande politiska betydelse som numera tillkom Thebe – medelpunkten för hans dyrkan – den högsta positionen. Sedan det egyptiska väldets omorganisering efter Hyksos fördrivande betraktades denne "riksgud", som man tillskrev den lysande segern över de främmande inkräktarna, som den högste guden, överlägsen alla andra.
Amon kom i sin gestalt att förena inte bara guden Mins egenskaper och särdrag utan även den gamle solguden Res. På samma sätt sammansmälte även hans kvinnliga motsvarighet, den ursprungliga gamgudinnan Mut, med den ursprungliga kattgudinnan Bastet och med den ursprungliga lejongudinnan Sekhmet.
Under en kortare tid, i några årtionden under den artonde dynastin, blev denna Amondyrkan våldsamt undertryckt. Men den gick oskadd ur askan efter Amenofis IV:s religiösa reformförsök. All den dyrkan som ägnades andra stora gudar, som Ptah av Memfis eller den även i sin förra gestalt fortlevande Re, förbleknade i jämförelse. Likväl förblev den egyptiska religionen polyteistisk ända in i sina sista skeden.
Ursprungligen framställdes Amon som en bagge då dessa djur offrades till honom. I en senare berättelse om honom sägs det att han föddes ur det ägg han själv hade skapat, det vill säga skapade ordning ur det ursprungliga kaoset. Tillsammans med makan Amaunet var han en del av Ogdoaden, en grupp med fyra gudar och fyra gudinnor som dyrkades i Heliopolis.
När en ny farao föddes trodde man att Amon fanns förkroppsligad i faderns gestalt. Därmed var även Amon fader till barnet och barnet ärvde, helt naturligt, sina fäders gudomlighet. Farao Tutankhamons namn betyder till exempel "Tut, vars liv kommer från Amon".
Amon Ra är också skapelsegud (en av flera) i den egyptiska mytologin.
Han representeras i sex olika former
- Som en man sittande på en tron och hållande i en spira.
- Som en man med ett grodhuvud.
- Som en man med ett kobrahuvud.
- Som en apa.
- Som ett lejon som ligger på en piedestal.
- Som en man med ett falkhuvud.